# Ignacio Ortúzar Castillo
Ignacio Ortúzar Castillo (Maipo, 24 de mayo de 1799 - Rancagua, 11 de diciembre de 1861) fue un político chileno.  
Hijo de José Manuel Ortúzar e Ibáñez de Ovalle, propietario de una gran hacienda en el sector de Maipo; y de Ignacia Castillo Urízar. Casado en primeras nupcias con María Teresa Ortúzar Gandarillas, con quien tuvos dos hijos. En 1848 contrajo segundo matrimonio con Enriqueta Falcón Ramírez. 
Dedicó su vida a la agricultura en las tierras de su padre. Miembro del Partido Conservador, fue elegido diputado por Melipilla y La Victoria en 1849, integrando en la oportunidad la Comisión permanente de Guerra y Marina, reelegido por el mismo departamento en 1852, esta vez representando al Partido Nacional.
Electo diputado por Rancagua en 1855 y reelecto en 1858. En esta oportunidad integró la Comisión permanente de Elecciones y Calificadora de Peticiones.